# St. Gabriel (Darrigsdorf)

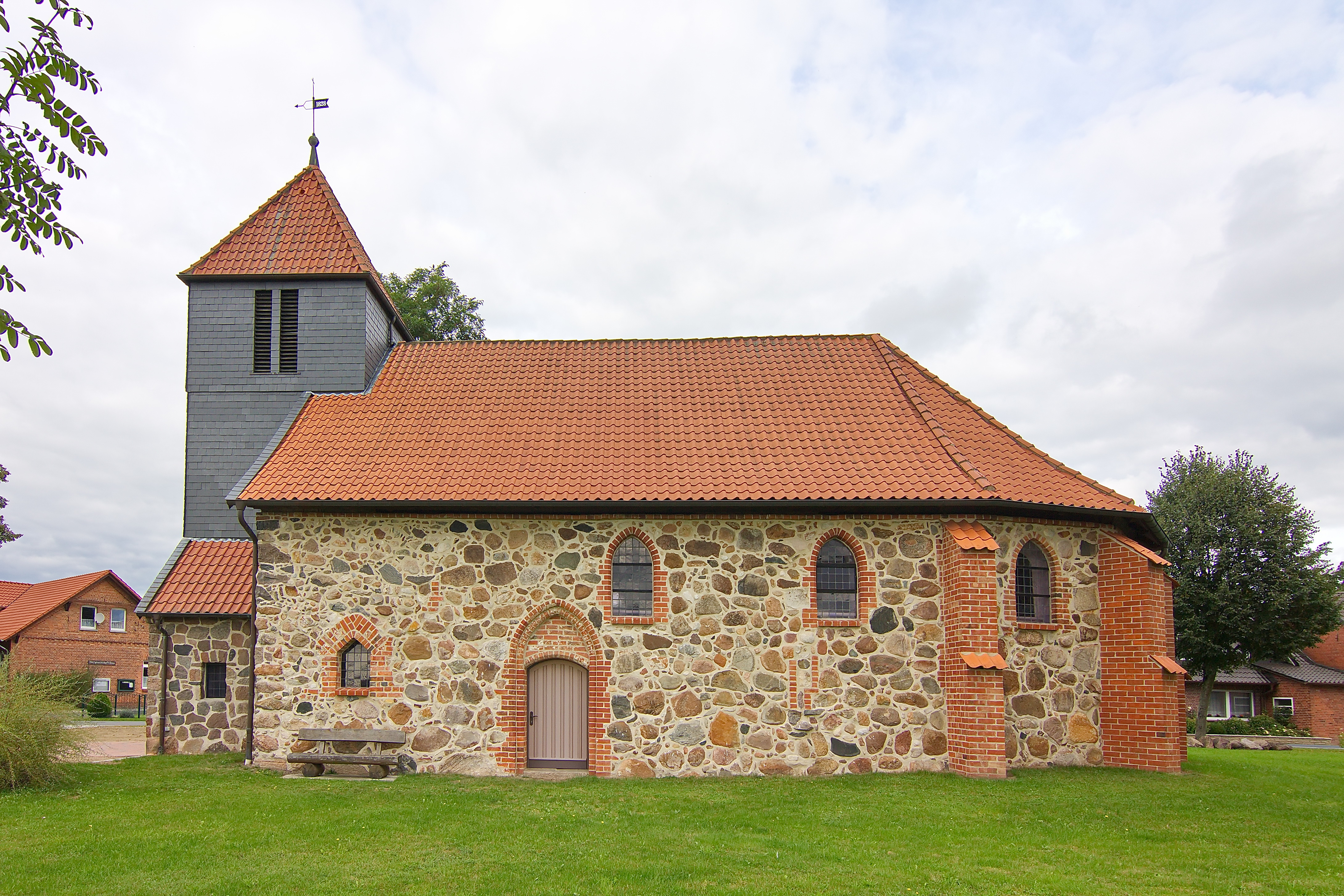
St. Gabriel von Süden

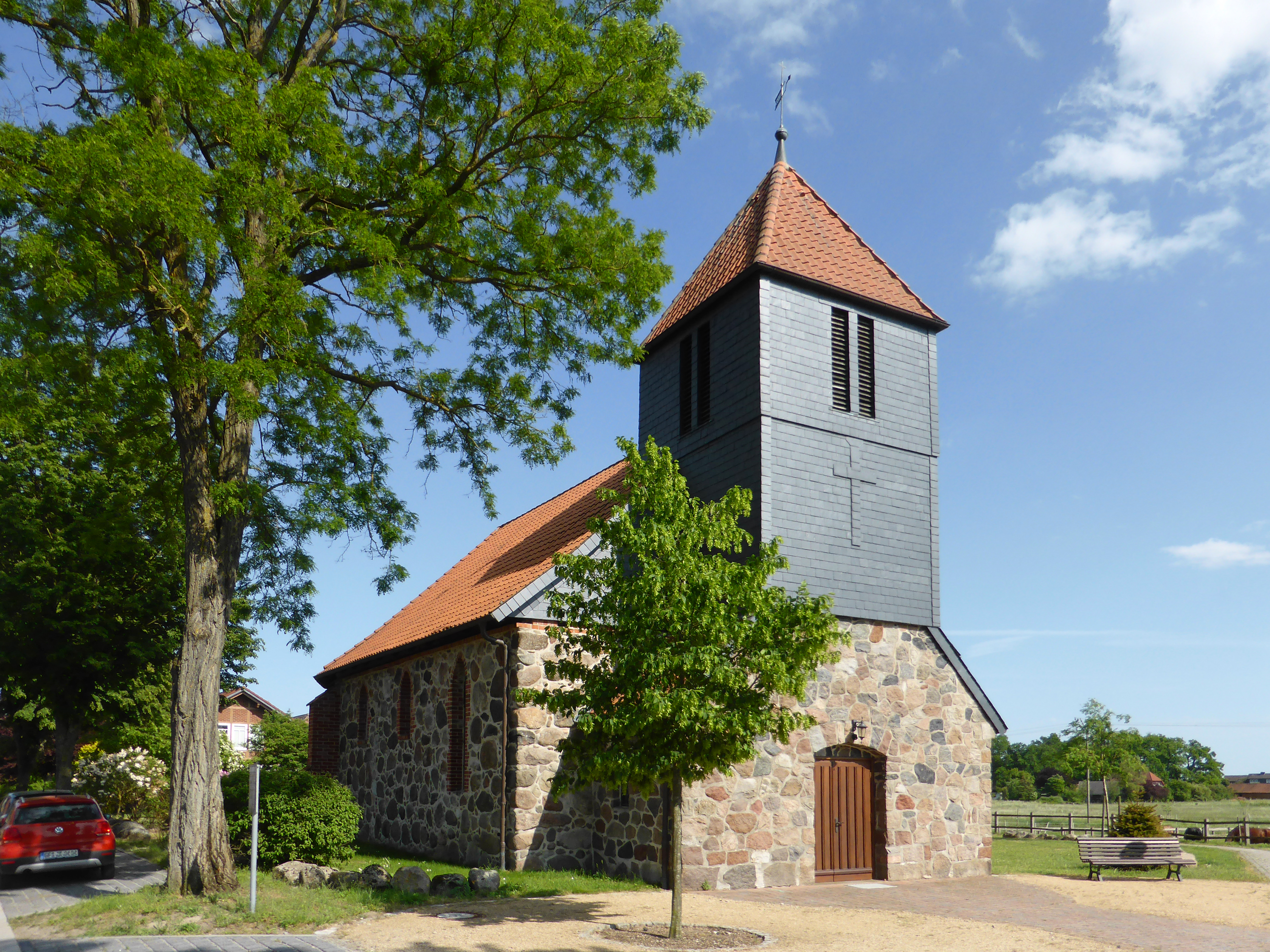
St. Gabriel von Nordwesten

Die evangelisch-lutherische denkmalgeschützte Kirche St. Gabriel steht in Darrigsdorf, einem Ortsteil der Stadt Wittingen im Landkreis Gifhorn von Niedersachsen. Die Kirchengemeinde ist mit der Kirchengemeinde Wittingen und der Kirchengemeinde Ohrdorf pfarramtlich verbunden. Sie gehören zum Kirchenkreis Wolfsburg-Wittingen im Sprengel Lüneburg der Evangelisch-lutherischen Landeskirche Hannovers.

## Beschreibung
Die rechteckige gotische Saalkirche aus Feldsteinen mit polygonalem Schluss des Chors wurde um 1400 errichtet. Die geostete Kirche war die nördlichste Kirche des Bistums Halberstadt, nahe an der Grenze zu den Bistümern Hildesheim und Verden. Die Strebepfeiler aus Backsteinen wurden nachträglich angefügt. Die Kirche wurde im 17. und 18. Jahrhundert mehrfach instand gesetzt. 1657 bat Christian August von dem Knesebeck, der das Kirchenpatronat innehatte, um Zuweisung von Baumaterial für eine Renovierung. 1684 wurde die Kirche erneut als baufällig bezeichnet und musste 1688 erneuert werden. Umfassende Erneuerungsarbeiten fanden wiederum 1782 statt. Dabei wurde der Kirchturm im Westen vorgesetzt. Sein unteres Geschoss besteht aus Feldsteinen, in ihm befindet sich seit 1959/60 der Zugang zur Empore, die 1629 eingebaut wurde, und zur Sakristei. Er erhielt zwei Geschosse aus Holzfachwerk, die 1996 mit einer Schieferdeckung versehen wurden. Das oberste Geschoss hat Klangarkaden, hinter denen sich der Glockenstuhl befindet, in dem eine Kirchenglocke hängt, die um 1300 gegossen wurde. Der Turm wurde mit einem Pyramidendach bedeckt, seine Wetterfahne zeigt die Jahreszahl 1828. Das Kirchenschiff ist mit einem Satteldach bedeckt, das über dem Chor abgewalmt ist.
Der Innenraum des Kirchenschiffs ist mit einer Flachdecke, der des Chors mit einem Kreuzrippengewölbe überspannt. In der Südwestecke zwischen Turm und Kirchenschiff wurde 1960 ein Anbau errichtet. Der Chor und das Kirchenschiff sind durch einen weiten Chorbogen verbunden. Das Altarretabel von 1725 zeigt das Abendmahl. Auf der Brüstung der Kanzel von 1629 sind der Salvator mundi und die vier Evangelisten dargestellt. Auf der Brüstung der Westempore sind Szenen der Passion gemalt. Die Statue, die den Erzengel Gabriel, den Schutzpatron der Kirche, zeigt, ist aus dem Jahr 2002. Die Orgel mit sechs Registern, einem Manual und Pedal wurde 1971 von Rudolf von Beckerath gebaut.